# Jorge Gambra
Jorge Gambra (* 14. Juli 1963 in Santiago de Chile) ist ein chilenischer Tischtennisspieler. Er nahm an den Olympischen Spielen 1988 und 2000 teil. Mitte der 2000er Jahre lebte er in Spanien.

## Werdegang
Bei den Olympischen Spielen 1988 in Seoul trat er im Einzel- und Doppelwettbewerb an. Nach einem Sieg und sechs Niederlagen landete er im Einzel auf Platz 49. Im Doppel mit Marcos Núñez kam er nach einem Sieg und sechs Niederlagen auf Platz 25. Die gleichen Platzierungen ergaben sich bei den Olympischen Spielen 2000 in Sydney nach zwei Niederlagen im Einzel und im Doppel mit Augusto Morales, in beiden Wettbewerben gelang kein Sieg.
1989 und 1990 siegte er bei den Lateinamerikanischen Meisterschaften im Doppel mit Marcos Núñez.

## Spielergebnisse
- Olympische Spiele 1988 Einzel[3]
  - Siege: Sherif El-Saket (Ägypten)
  - Niederlagen: Jörgen Persson (Schweden), Kiyoshi Saito (Japan), Kamlesh Mehta (Indien), Mariano Domuschiev (Bulgarien), Piotr Molenda (Polen), Kim Ki-taik (Südkorea)
- Olympische Spiele 1988 Doppel mit Marcos Núñez[4]
  - Siege: Fatai Adeyemo/Yomi Bankole (Nigeria)
  - Niederlagen: Andrzej Grubba/Leszek Kucharski (Polen), Jörg Roßkopf/Steffen Fetzner (Bundesrepublik Deutschland), Kiyoshi Saitō/Takehiro Watanabe (Japan), Carlos Kawai/Cláudio Kano (Brasilien), Lo Chuen Tsung/Vong Lu Veng (Hongkong), An Jae-Hyeong/Yoo Nam-kyu (Südkorea)
- Olympische Spiele 2000 Einzel[5]
  - Siege: -
  - Niederlagen:  Josef Plachý (Tschechoslowakei), Toshio Tasaki (Japan)
- Olympische Spiele 2000 Doppel mit Augusto Morales[6]
  - Siege: -
  - Niederlagen: Seiko Iseki/Toshio Tasaki (Japan), Jean-Michel Saive/Philippe Saive (Belgien)

## Turnierergebnisse
| Verband | Veranstaltung               | Jahr | Ort             | Land | Einzel         | Doppel         | Mixed   | Team |
| ------- | --------------------------- | ---- | --------------- | ---- | -------------- | -------------- | ------- | ---- |
| CHI     | Latin American Championship | 2002 | Santo Domingo   | DOM  | Runn-up        | Runn-up        | SF      | 2    |
| CHI     | Latin American Championship | 1990 | Sancti Spiritus | CUB  | 6              | Winner         | 2       |      |
| CHI     | Latin American Championship | 1989 | Las Tunas       | CUB  | SF             | Winner         | Runn-up | 1    |
| CHI     | Olympic Games               | 2000 | Sydney          | AUS  | Lost 1st stage | Lost 1st stage |         |      |
| CHI     | Olympic Games               | 1988 | Seoul           | KOR  | Lost 1st stage | Lost 1st stage |         |      |
| CHI     | PAN-American Games          | 1999 | Winnipeg        | CAN  | SF             |                |         |      |
| CHI     | PAN-American Games          | 1987 | Indianapolis    | USA  |                | SF             |         |      |
| CHI     | PAN-American Games          | 1983 | Caracas         | VEN  |                | SF             |         |      |
| CHI     | Pro Tour                    | 2000 | Rio de Janeiro  | BRA  | Rd 1           |                |         |      |
| CHI     | World Championship          | 1985 | Gothenburg      | SWE  | Qual           | Rd of 64       | dnp     | 37   |
| CHI     | World Doubles Cup           | 1990 | Seoul           | KOR  |                | 13             |         |      |